# Stacey Cook
Stacey Janelle Cook (ur. 3 lipca 1984 w Truckee) – amerykańska narciarka alpejska.

## Kariera
Specjalizowała się w konkurencjach szybkościowych. Na arenie międzynarodowej po raz pierwszy pojawiła się 12 grudnia 1999 roku w Jackson, gdzie w zawodach FIS zajęła 32. miejsce w gigancie. W 2003 roku wystartowała na mistrzostwach świata juniorów w Briançonnais, gdzie zajęła 18. miejsce w zjeździe, a supergiganta nie ukończyła. Na rozgrywanych rok później mistrzostwach świata juniorów w Mariborze zajęła między innymi 19. miejsce w kombinacji i 20. w gigancie.
W zawodach Pucharu Świata zadebiutowała 30 stycznia 2004 roku w Haus, gdzie zajęła 52. miejsce w zjeździe. Pierwsze pucharowe punkty wywalczyła w grudniu 2005 roku w Lake Louise, zajmując w tej samej konkurencji dziesiąte miejsce. Na podium zawodów tego cyklu pierwszy raz stanęła 30 listopada 2012 roku w tej samej miejscowości, kończąc rywalizację w zjeździe na drugiej pozycji. W zawodach tych rozdzieliła swą rodaczkę, Lindsey Vonn oraz Niemkę Marię Höfl-Riesch i Tinę Weirather z Liechtensteinu. W kolejnych startach jeszcze dwa razy stawała na podium: 1 grudnia 2012 roku i 6 grudnia 2014 roku w Lake Louise ponownie zajmowała drugie miejsce w zjeździe. W sezonie 2013/2014, kiedy zajęła 28. miejsce w klasyfikacji generalnej.
Wystartowała na igrzyskach olimpijskich w Turynie w 2006 roku, zajmując 19. miejsce w zjedzie i 23. w gigancie. Na rozgrywanych cztery lata później igrzyskach w Vancouver była jedenasta w zjeździe. Brała też udział w igrzyskach olimpijskich w Soczi w 2018 roku, gdzie zajęła 17. miejsce w zjeździe, a supergiganta i kombinacji nie ukończyła. Była też między innymi szósta w zjeździe podczas mistrzostw świata w Schladming w 2013 roku i dziewiąta na mistrzostwach świata w Val d’Isère w 2009 roku.

## Osiągnięcia

### Igrzyska olimpijskie
| Miejsce | Dzień     | Rok  | Miejscowość | Konkurencja     | Czas biegu | Strata | Zwyciężczyni              |
| ------- | --------- | ---- | ----------- | --------------- | ---------- | ------ | ------------------------- |
| 19.     | 15 lutego | 2006 | Turyn       | Zjazd           | 1:56,49    | +2,21  | Michaela Dorfmeister      |
| 23.     | 24 lutego | 2006 | Turyn       | Gigant          | 2:09,19    | + 4,25 | Julia Mancuso             |
| 11.     | 17 lutego | 2010 | Vancouver   | Zjazd           | 1:44,19    | + 2,79 | Lindsey Vonn              |
| DNF1    | 10 lutego | 2014 | Soczi       | Superkombinacja | 2:34,62    | -      | Maria Höfl-Riesch         |
| 17.     | 12 lutego | 2014 | Soczi       | Zjazd           | 1:41,57    | +1,48  | Dominique Gisin Tina Maze |
| DNF     | 15 lutego | 2014 | Soczi       | Supergigant     | 1:25,52    | -      | Anna Fenninger            |

### Mistrzostwa świata
| Miejsce | Dzień     | Rok  | Miejscowość       | Konkurencja     | Czas biegu | Strata | Zwyciężczyni      |
| ------- | --------- | ---- | ----------------- | --------------- | ---------- | ------ | ----------------- |
| 16.     | 11 lutego | 2007 | Åre               | Zjazd           | 1:26,89    | +1,66  | Anja Pärson       |
| 22.     | 3 lutego  | 2009 | Val d’Isère       | Supergigant     | 1:20,73    | + 4,65 | Lindsey Vonn      |
| 16.     | 6 lutego  | 2009 | Val d’Isère       | Superkombinacja | 2:20,13    | + 5,12 | Kathrin Zettel    |
| 9.      | 9 lutego  | 2009 | Val d’Isère       | Zjazd           | 1:30,31    | + 2,06 | Lindsey Vonn      |
| DNF1    | 8 lutego  | 2011 | Ga-Pa             | Supergigant     | 1:23,82    | -      | Elisabeth Görgl   |
| 25.     | 13 lutego | 2011 | Ga-Pa             | Zjazd           | 1:47,24    | +3,29  | Elisabeth Görgl   |
| 18.     | 8 lutego  | 2013 | Schladming        | Superkombinacja | 2:39,92    | +6,78  | Maria Höfl-Riesch |
| 6.      | 10 lutego | 2013 | Schladming        | Zjazd           | 1:50,00    | +0,91  | Marion Rolland    |
| 13.     | 3 lutego  | 2015 | Vail/Beaver Creek | Supergigant     | 1:10,29    | +1,93  | Anna Fenninger    |
| 19.     | 6 lutego  | 2015 | Vail/Beaver Creek | Zjazd           | 1:45,89    | +2,16  | Tina Maze         |

### Mistrzostwa świata juniorów
| Miejsce | Dzień    | Rok  | Miejscowość  | Konkurencja | Czas biegu | Strata | Zwyciężczyni                      |
| ------- | -------- | ---- | ------------ | ----------- | ---------- | ------ | --------------------------------- |
| 18.     | 4 marca  | 2003 | Briançonnais | Zjazd       | 1:12,23    | +1,82  | Tamara Wolf                       |
| DNF     | 5 marca  | 2003 | Briançonnais | Supergigant | 1:20,02    | -      | Julia Mancuso                     |
| 25.     | 4 lutego | 2004 | Maribor      | Zjazd       | 1:12,23    | +2,82  | Maria Riesch                      |
| 24.     | 4 lutego | 2004 | Maribor      | Supergigant | 1:26,79    | +2,36  | Nadia Fanchini Andrea Fischbacher |
| 20.     | 4 lutego | 2004 | Maribor      | Gigant      | 2:21,39    | +5,07  | Maria Riesch                      |
| 50.     | 4 lutego | 2004 | Maribor      | Slalom      | 1:40,73    | +14,03 | Kathrin Zettel                    |
| 19.     | 4 lutego | 2004 | Maribor      | Kombinacja  | 29,23 pkt  | ?      | Julia Mancuso                     |

### Puchar Świata

#### Miejsca w klasyfikacji generalnej
- sezon 2005/2006: 54.
- sezon 2006/2007: 38.
- sezon 2007/2008: 48.
- sezon 2008/2009: 110.
- sezon 2009/2010: 56.
- sezon 2010/2011: 45.
- sezon 2011/2012: 41.
- sezon 2012/2013: 31.
- sezon 2013/2014: 28
- sezon 2014/2015: 34.

#### Miejsca na podium w zawodach
1. Lake Louise – 30 listopada 2012 (zjazd) – 2. miejsce
2. Lake Louise – 1 grudnia 2012 (zjazd) – 2. miejsce
3. Lake Louise – 6 grudnia 2014 (zjazd) – 2. miejsce